# خرمال سندويشي
الخرمال السندويشي أو الديوسبير السندويشي (الاسم العلمي: Diospyros sandwicensis) هو نوع من النباتات يتبع جنس الخرمال من الفصيلة الأبنوسية.

## معرض صور

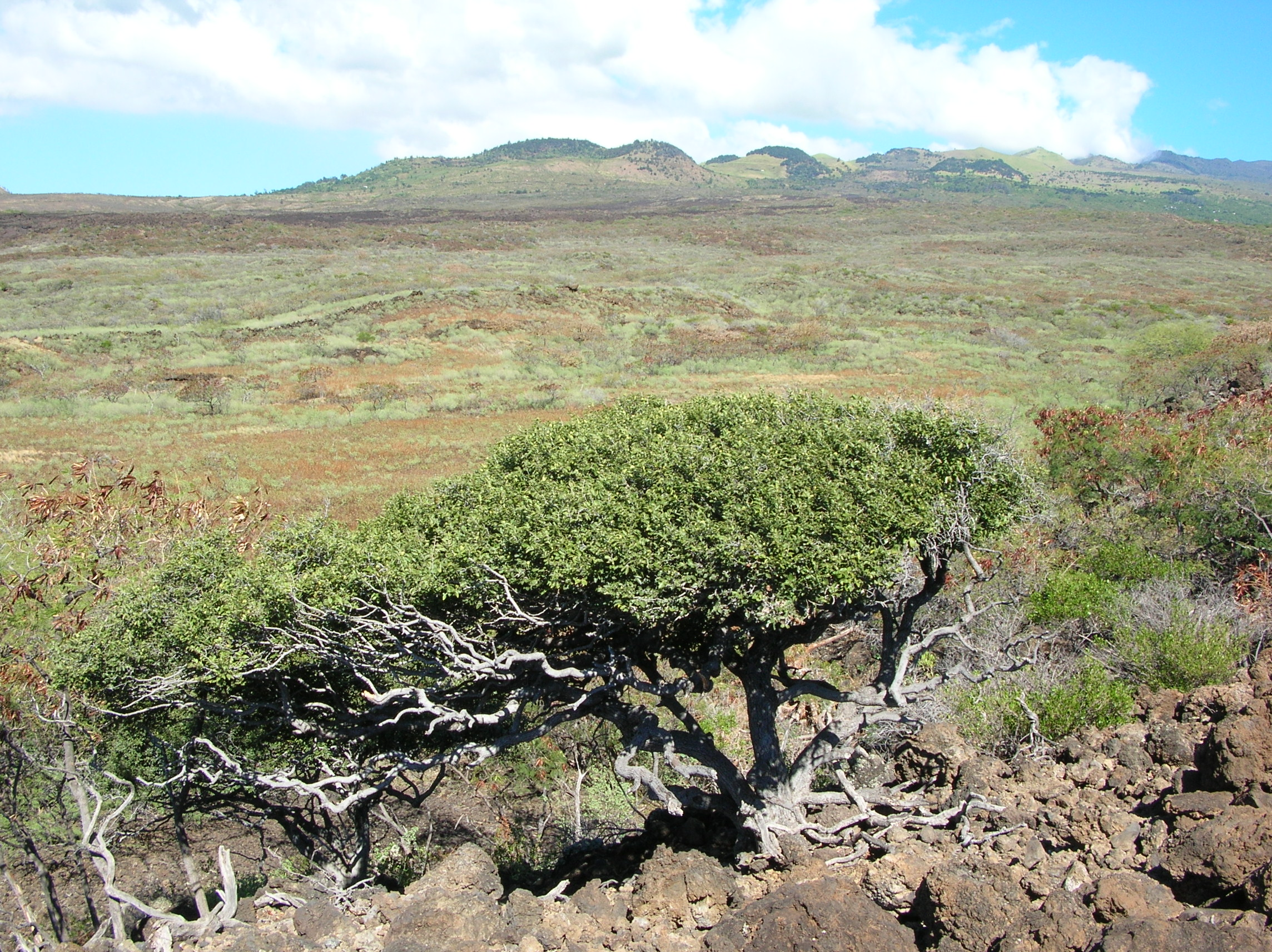
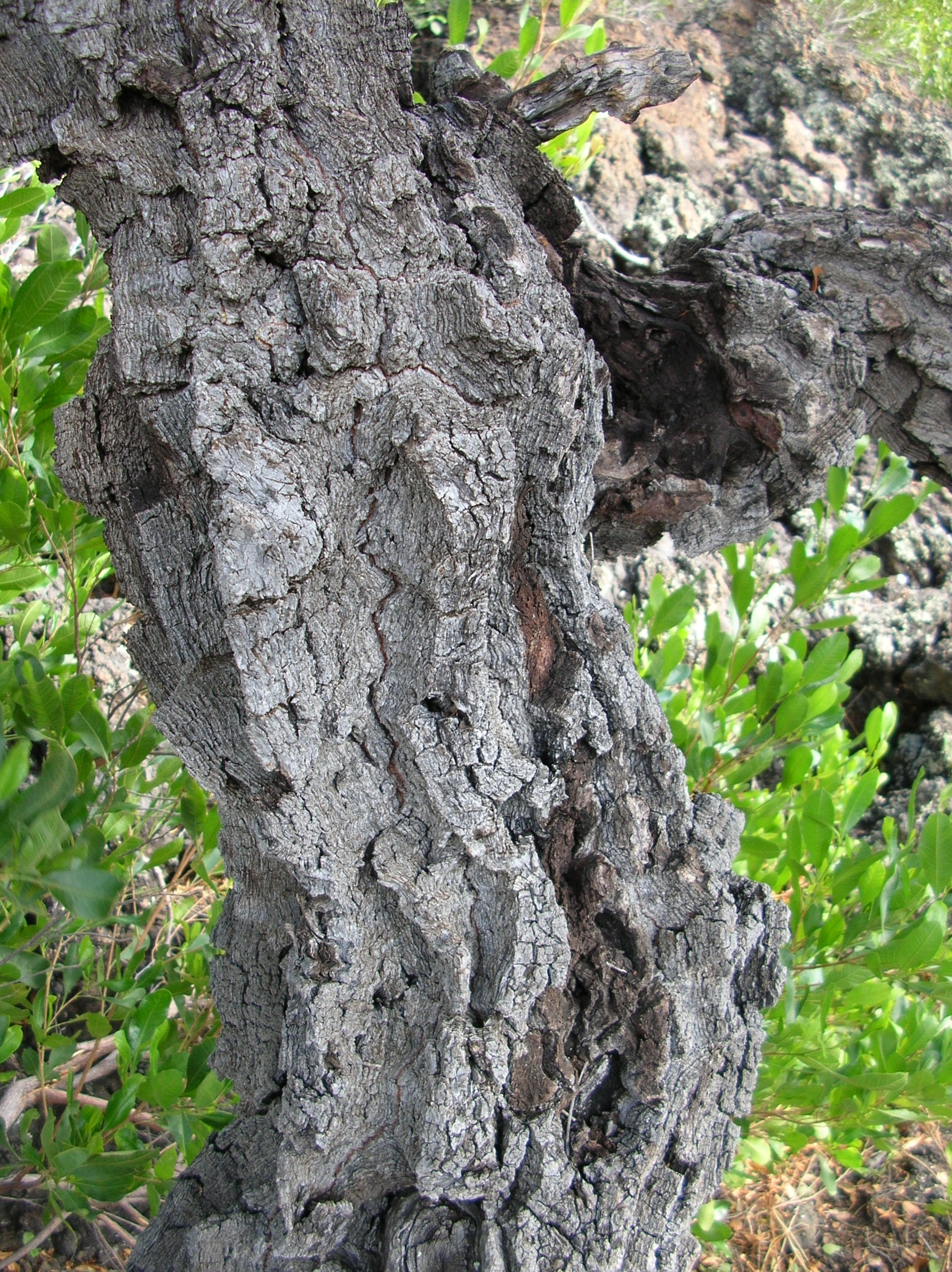
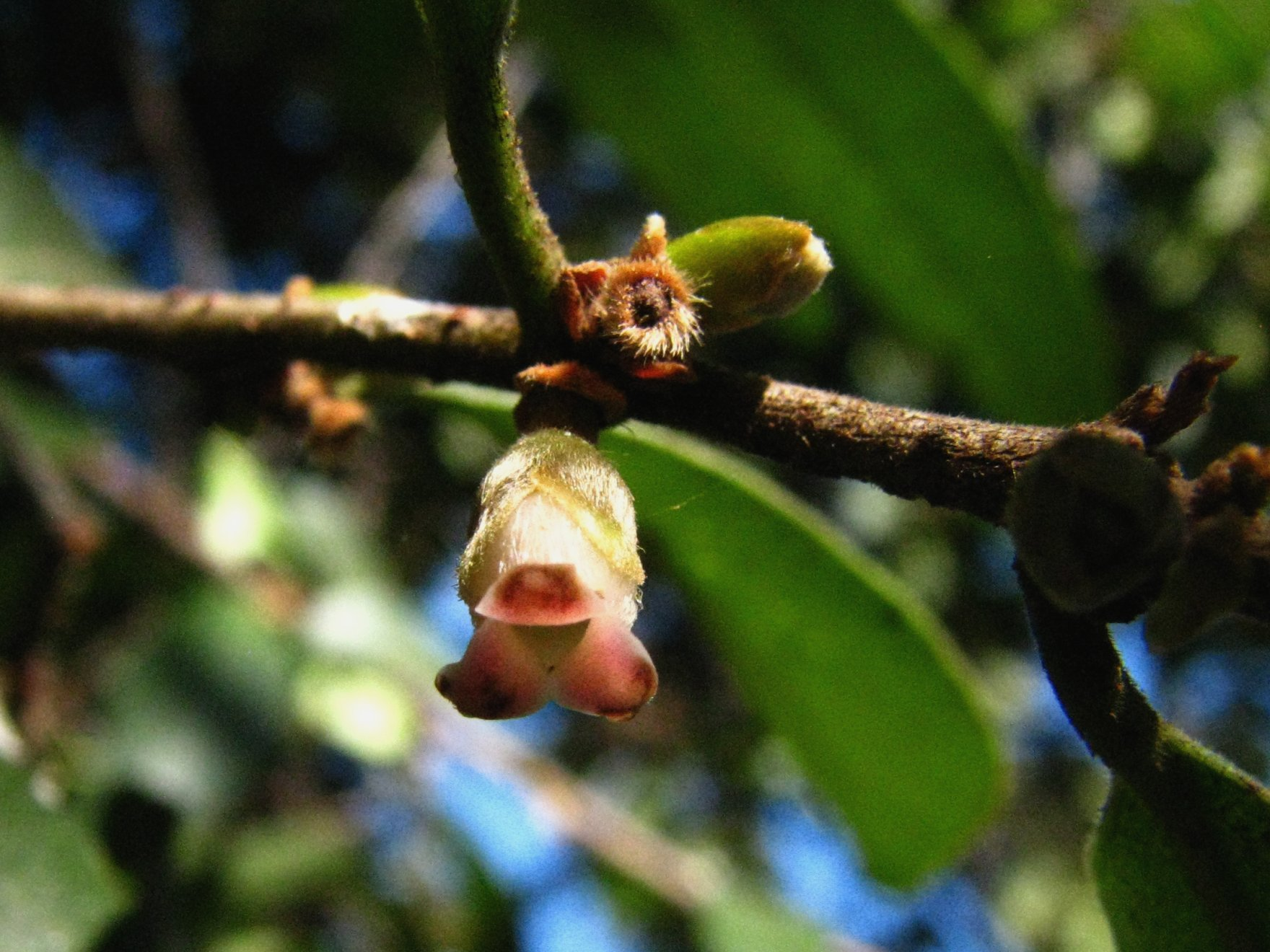
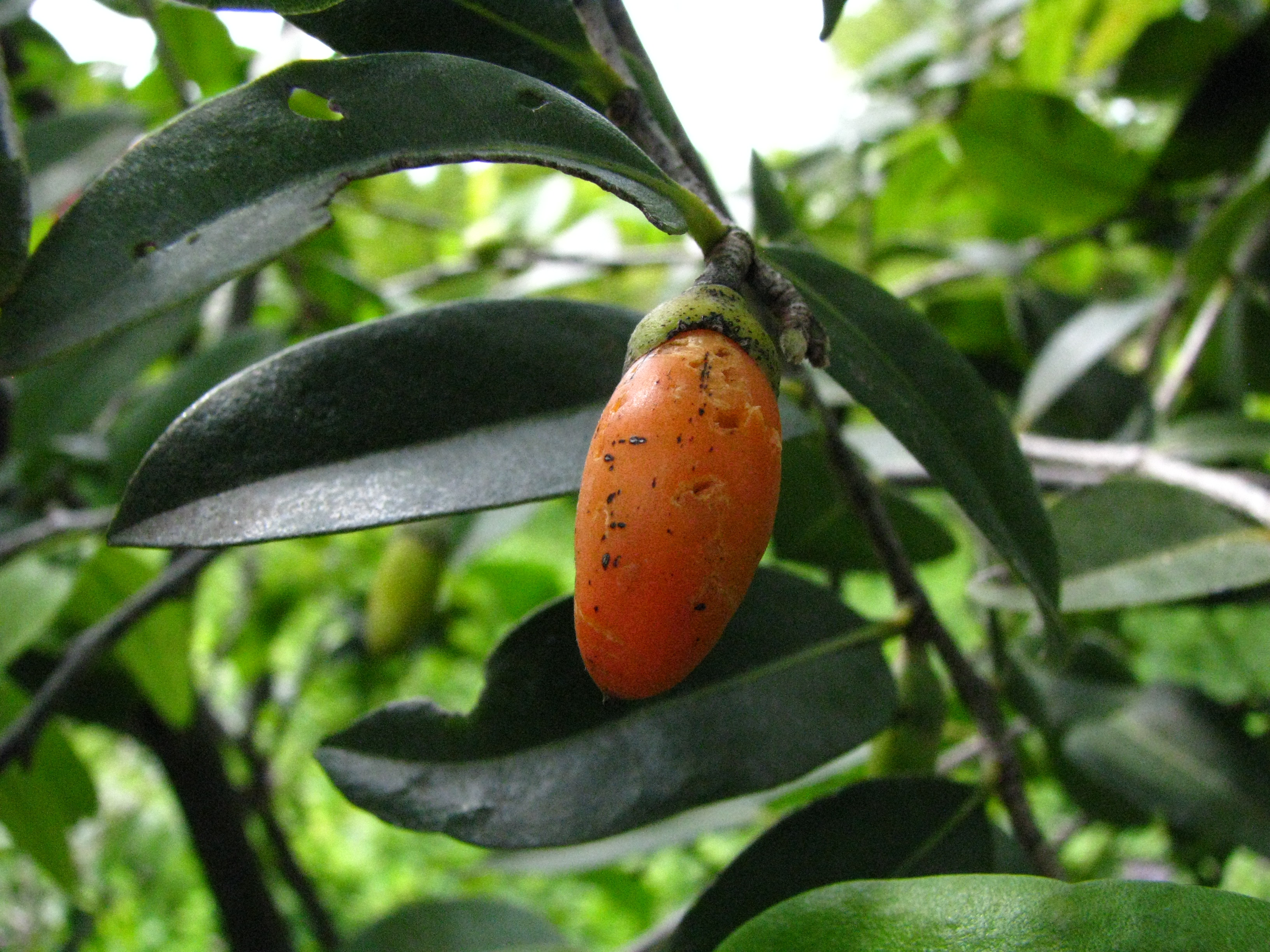
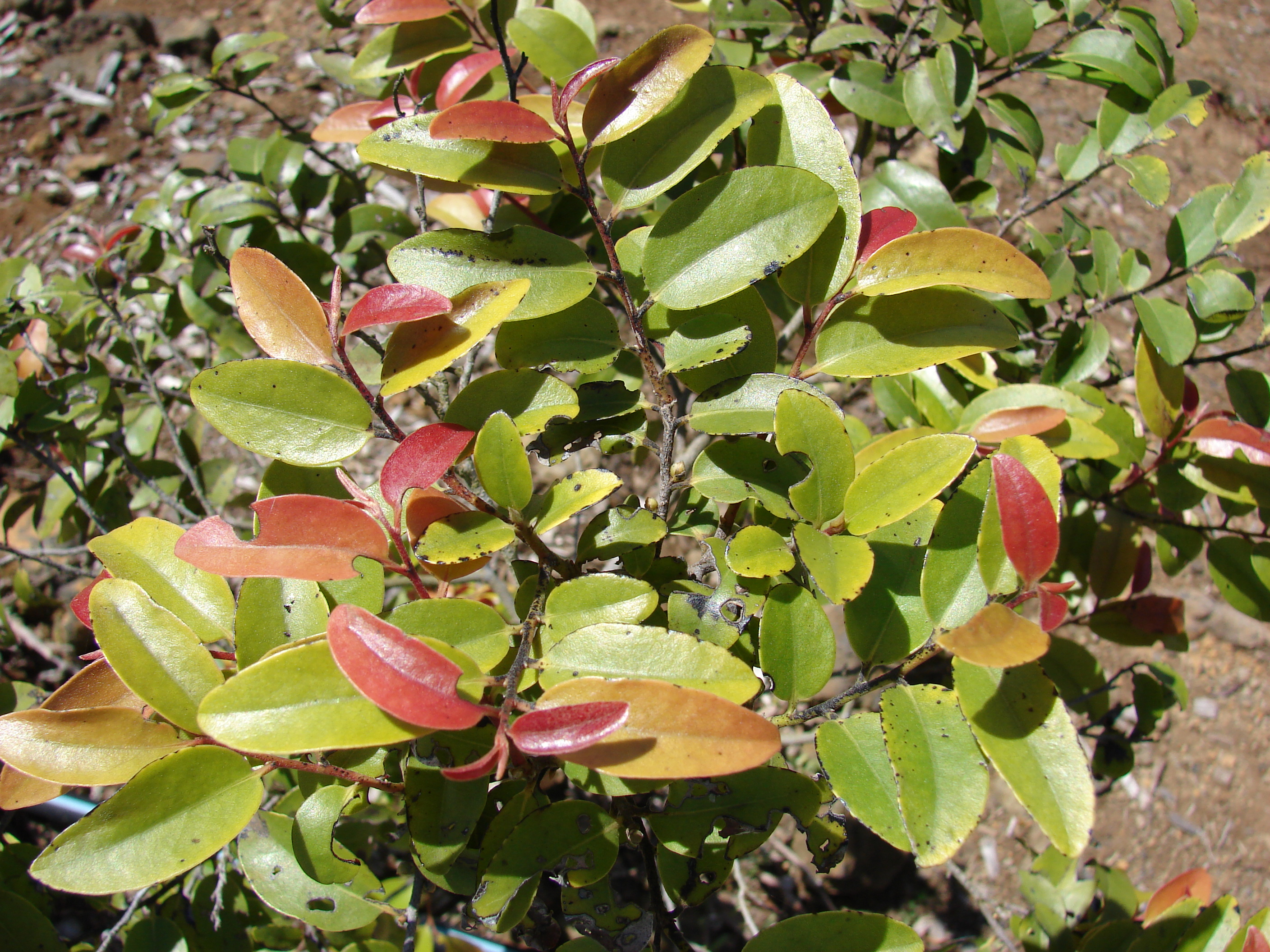